# Lego Batman: Filmul
Lego Batman: Filmul (titlu original: The Lego Batman Movie) este un film american de animație din 2017 regizat de Chris McKay. Rolurile principale au fost interpretate de actorii Will Arnett și Zach Galifianakis. Este distribuit de Warner Bros. Pictures.

## Distribuție
- Loredana, Tudor Chirilă, Adrian Despot, Laura Cosoi (voci, versiune română) [11]
- Will Arnett - Bruce Wayne / Batman, the superhero who protects Gotham City.
- Zach Galifianakis - Joker, Batman's archnemesis and the "Clown Prince of Crime."
- Michael Cera - Dick Grayson / Robin, Batman's sidekick.
- Rosario Dawson - Barbara Gordon / Batgirl, the daughter of Commissioner Gordon.
- Ralph Fiennes - Alfred Pennyworth, Bruce Wayne's butler.
- Mariah Carey - Mayor McCaskill, the Mayor of Gotham City.[12]
- Jenny Slate - Dr. Harleen Quinzel / Harley Quinn, Joker's sidekick.[13]
- Susan Bennett (credited - "Siri") - Batcomputer, the sentient supercomputer owned by Batman.
- Billy Dee Williams - Harvey Dent / Two-Face, a supervillain with a split personality.[14][15]
- Héctor Elizondo - Commissioner James Gordon, the police commissioner of the Gotham City Police Department.[16]
- Conan O'Brien - Edward Nygma / Riddler, a riddle-themed supervillain.[17]
- Jason Mantzoukas - Dr. Jonathan Crane / Scarecrow, a scarecrow-themed supervillain that uses fear gas.[17]
- Doug Benson - Bane, a supervillain who gets stronger with the Venom drug.[17]
- Zoë Kravitz - Selina Kyle / Catwoman, a cat-themed cat burglar.[17]
- Kate Micucci - Basil Karlo / Clayface, a shapeshifting supervillain.[17]
- Riki Lindhome - Dr. Pamela Isley / Poison Ivy, a plant-themed supervillain.[17]
- Channing Tatum - Clark Kent / Superman, the superhero of Metropolis and member of the Justice League.[17]
- Jonah Hill - Hal Jordan / Green Lantern, the superhero from Coast City who is a member of the Justice League and the Green Lantern Corps.[17]
- Adam DeVine - Barry Allen / Flash, a super-fast superhero from Central City and member of the Justice League.[17]
- Eddie Izzard - Lord Voldemort, an evil wizard imprisoned in the Phantom Zone who is an enemy of Harry Potter.[18]
- Seth Green - King Kong, a giant gorilla from Skull Island who is imprisoned in the Phantom Zone.[18]
- Jemaine Clement - Sauron, a Dark Lord from Middle-earth who is imprisoned in the Phantom Zone.[18]
- Ellie Kemper - Phyllis, the gatekeeper of the Phantom Zone.[18]
- David Burrows - Anchorman Phil
- Laura Kightlinger - Reporter Pippa
- Brian Musburger - Reporter #1
- Ralph Garman - Reporter #2
- Chris Hardwick - Reporter #3
- Todd Hansen - Captain Dale
- Chris McKay - Pilot Bill
- Richard Cheese - Himself (archive recording)

## Producție
Cheltuielile de producție s-au ridicat la 80 de milioane $.